# Taranaki Maunga
Pour l’article homonyme, voir Taranaki.
« Mont Egmont » redirige ici. Pour les autres significations, voir Egmont.
Le Taranaki Maunga, jusqu'en 2025 mont Taranaki ou mont Egmont, en anglais Mount Taranaki ou Mount Egmont, est une montagne de Nouvelle-Zélande située dans le Sud-Ouest de l'île du Nord, au cœur du parc national d'Egmont. Volcan au repos culminant à 2 518 mètres d'altitude, sa forme conique aux pentes régulières et prononcées est considérée comme une des plus symétriques au monde.

## Toponymie
La montagne possède deux toponymes officiels jusqu'en 2025 : « Mont Taranaki » et « Mont Egmont », en anglais Mount Taranaki et Mount Egmont,,. Depuis le 30 janvier 2025, le nom maori Taranaki Maunga (traduction littérale de Mount Taranaki) devient le toponyme officiel de la montagne en remplacement des dénominations Mount Taranaki et Mount Egmont.
« Taranaki » est un terme maori et fait référence à une divinité maorie tandis que « Egmont » est en anglais et fait référence à John Perceval, 2e comte d'Egmont.
Lorsque James Cook explore ce secteur de la Nouvelle-Zélande, il attribue le nom colonial de « Mont Egmont » le 11 janvier 1770,. L'explorateur français Marc Joseph Marion du Fresne, lui aussi en expédition dans l'océan Pacifique, nomme la montagne « Pic Mascarin » le 25 mars 1772 sans avoir eu connaissance de la précédente découverte européenne par James Cook. Le 29 mai 1986, le gouvernement néozélandais lui attribue un second nom, « Mont Taranaki »,. Chacun des deux noms est officiel mais contrairement à d'autres lieux en Nouvelle-Zélande, il ne s'agit pas d'un nom double.

## Géographie

### Topographie

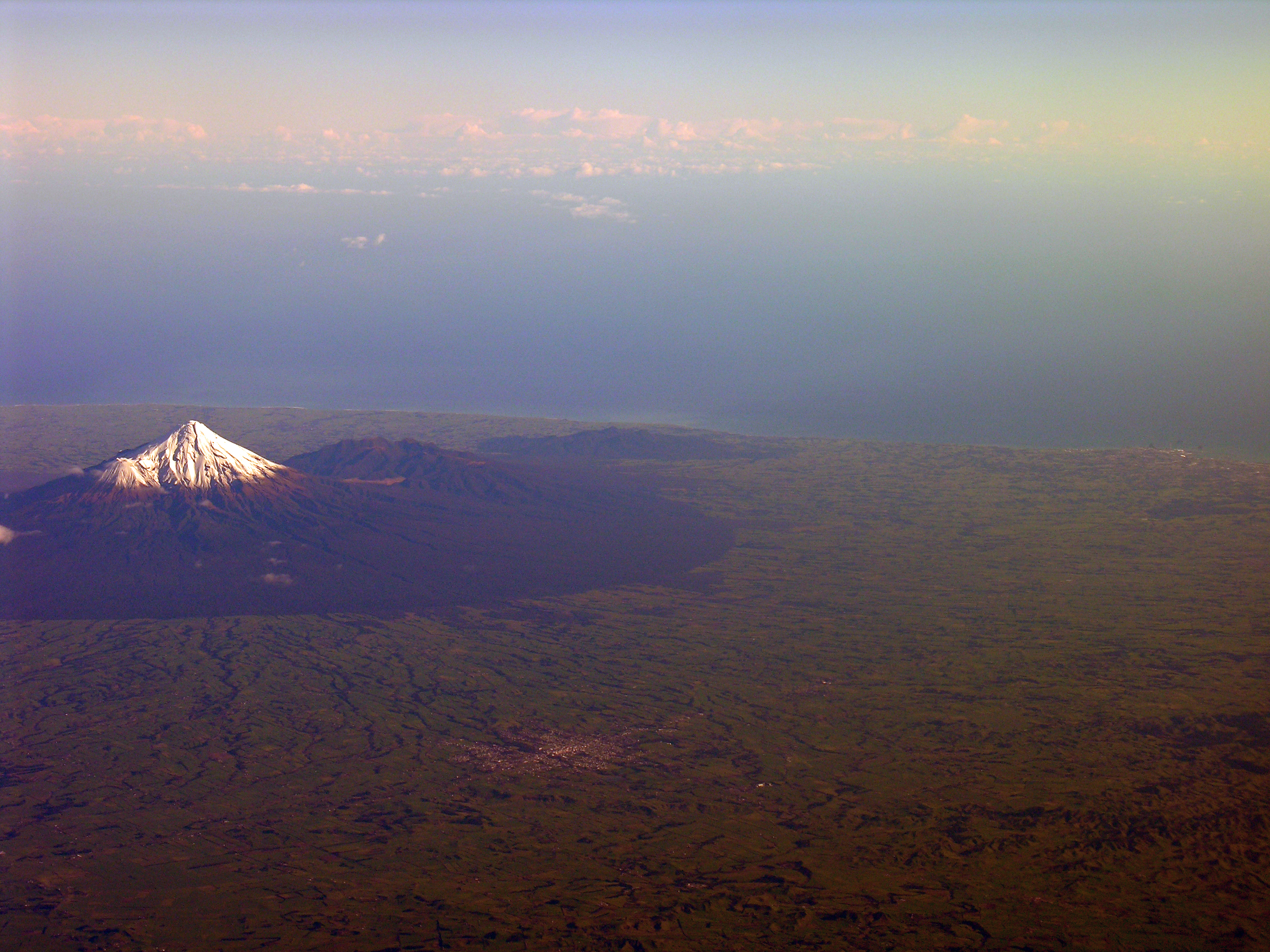
Vue aérienne du Taranaki Maunga enneigé et de la mer de Tasman au dernier plan.

Le Taranaki Maunga est situé dans le Sud-Ouest de l'île du Nord, dans la région de Taranaki, au centre d'une vaste plaine qui s'étend jusqu'à la mer de Tasman. De forme conique culminant à 2 518 mètres d'altitude, il est le sommet le plus élevé et le plus au sud-est de la chaîne de Kaitoke, un ensemble de trois sommets volcaniques orienté nord-ouest-sud-est. Au sud, la symétrie de ses pentes est interrompue par la présence du pic Fanthams.
La forme conique et les pentes régulières de la montagne imposent à la cinquantaine de cours d'eau qui y prennent leur source et qui en descendent une organisation radiale jusqu'à la mer en formant parfois des cascades. La ville la plus proche est New Plymouth située sur la côte au nord.

### Faune et flore

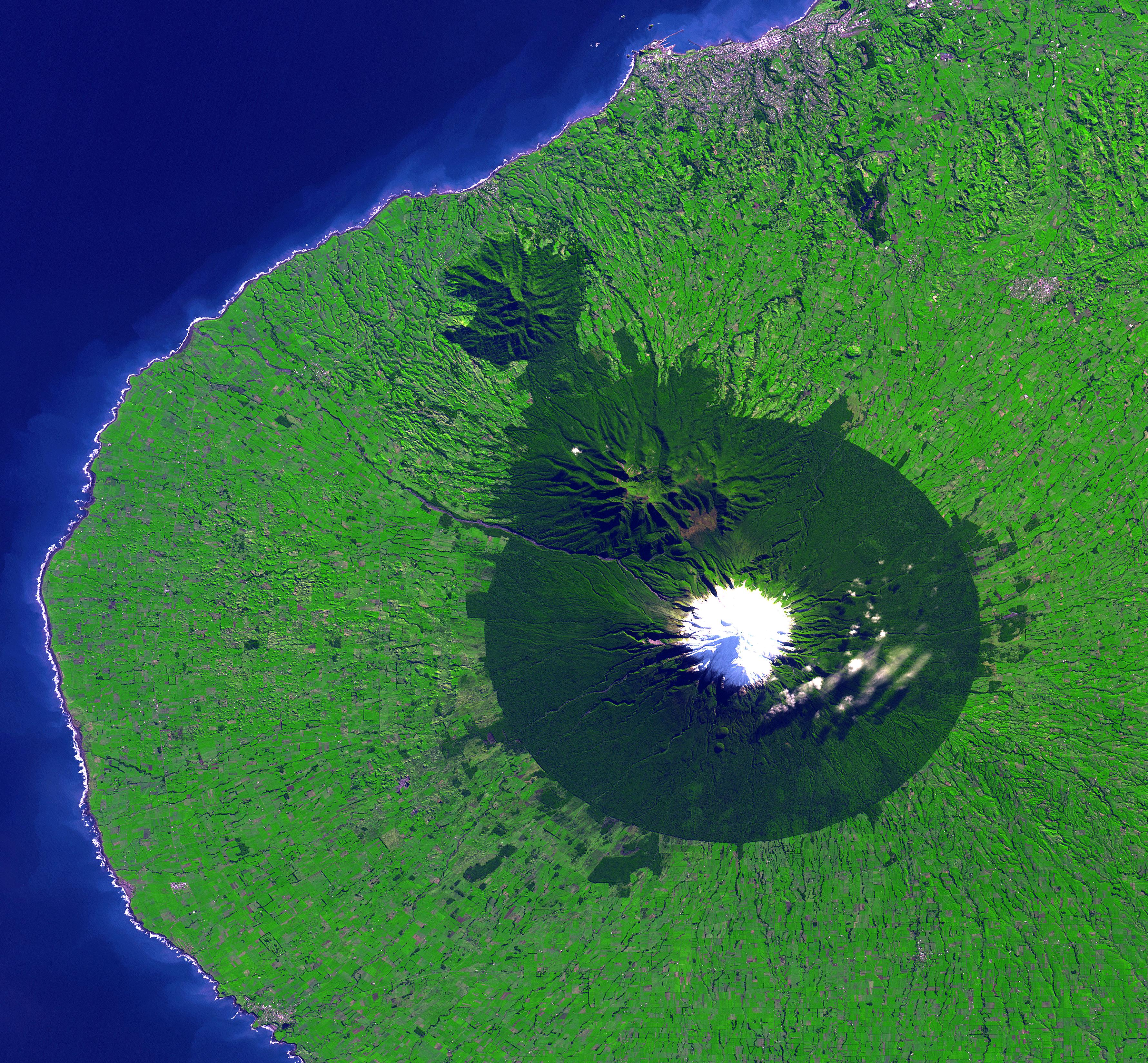
Image satellite du parc national d'Egmont (en vert foncé) avec le Taranaki Maunga enneigé ; New Plymouth se trouve sur la côte en haut de l'image.

Le Taranaki Maunga est entièrement inclus dans le parc national d'Egmont qui couvre la totalité de la chaîne de Kaitoke. Cette protection permet la préservation de la forêt subtropicale qui couvre ses flancs tandis que les zones cultivées s'étendent dans toute la plaine aux alentours. Au-delà de 1 800 mètres d'altitude, la forêt laisse place à une pelouse alpine enneigée en hiver.
La forêt couvrant les pentes de la montagne est le lieu de vie de nombreuses espèces d'oiseaux.

### Géologie

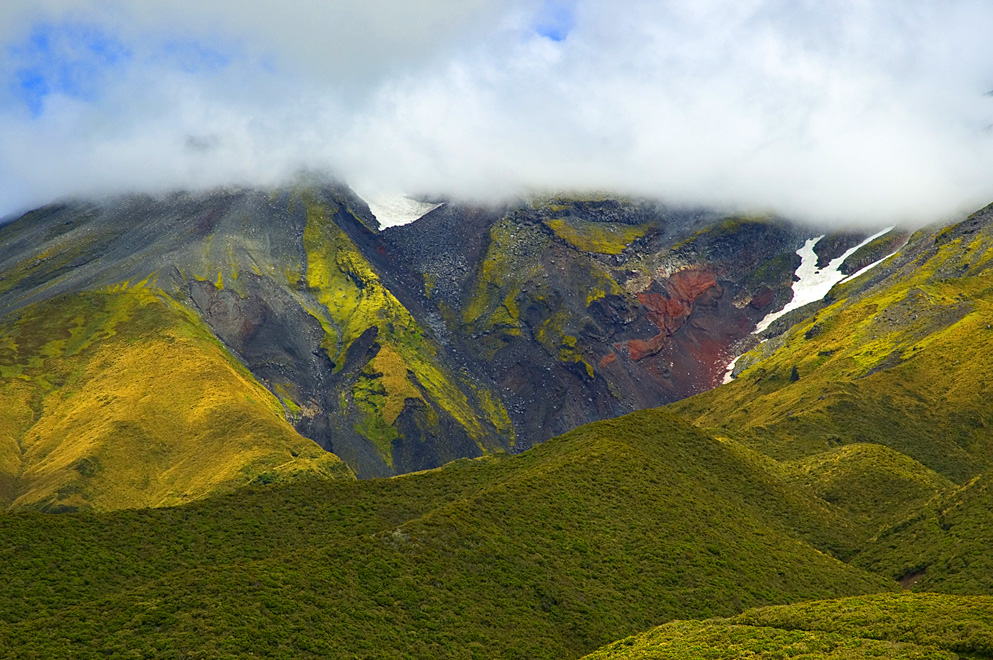
Pentes du Taranaki Maunga.

Le Taranaki Maunga est le plus grand stratovolcan andésitique de Nouvelle-Zélande et le plus jeune des trois volcans de la chaîne de Kaitoke. Le pic Fanthams est quant à lui un cône latéral du Taranaki Maunga.
Ses éruptions qui ont commencé il y a 120 000 ans produisent des explosions, des nuées ardentes et des dômes de lave,. Ces éruptions ont donné naissance à la vaste plaine circulaire qui entoure le mont jusqu'à la mer par le dépôt des produits éruptifs transportés par les nuées ardentes ou des lahars. De grands effondrements se sont successivement produits au cours des 50 000 dernières années, le cône actuel s'étant construit il y a 10 000 ans.
La dernière éruption s'est probablement produite en 1755 mais le volcan est toujours considéré comme actif et potentiellement dangereux,. C'est pour cette raison que le Taranaki Civil Defence Emergency Management Group est chargé de la mise en place de plans d'évacuation de la région en cas d'éruption. Pour établir ces plans, ils disposent de cinq sismomètres répartis sur les flancs de la montagne à des altitudes différentes. La probabilité d'une ou plusieurs éruptions dans les cinquante prochaines années est estimée à 0,35–0,38.

## Histoire
Selon une légende maori, le dieu Te Maunga o Taranaki (en français « le mont Taranaki ») vivait autrefois dans le centre de l'île du Nord avec les autres dieux Tongariro, Ruapehu et Ngauruhoe qui étaient tous amoureux de la déesse Pihanga. Taranaki décide alors de faire des avances à Pihanga ce qui mécontente Tongariro qui laisse exploser sa colère, secouant les fondations de la Terre et obscurcissant le ciel. Une fois calmé, Tongariro est devenu plus petit mais s'était rapproché de Pihanga. Dépité et en pleurs, Taranaki décide de quitter la région : il traverse la rivière Whanganui, se dirige vers le nord après avoir rejoint l'océan et s'endort. À son réveil, le mont Pouakai est né et l'a fixé à son emplacement actuel. D'autres légendes maori racontent que Taranaki rencontrera un jour Pihanga et qu'il est par conséquent imprudent de vivre entre les deux montagnes. Les Maoris racontent aussi que lorsque le Taranaki Maunga est recouvert de brume et de pluie, c'est Taranaki qui pleure d'avoir perdu Pihanga.
Jane Maria Atkinson (1824 - 1914), pionnière de Nouvelle-Zélande, féministe, écrivaine est la première femme Pakeha à gravir le Taranaki Maunga.
Le 22 décembre 2017, le gouvernement de Nouvelle-Zélande annonce que le Taranaki Maunga se voit accorder une « personnalité légale ». Le 30 janvier 2025, la montagne est reconnue à l'unanimité par un vote du Parlement de Nouvelle-Zélande comme une « personne morale ».

## Tourisme
L'ascension du Taranaki Maunga est considérée comme dangereuse en raison des conditions météorologiques changeantes et nécessite un équipement adapté et un guide.